# Roy McFarland
Roy Leslie McFarland (ur. 5 kwietnia 1948 w Liverpoolu) – angielski piłkarz grający na pozycji obrońcy. Wieloletni gracz Derby County.

## Kariera piłkarska
Urodzony w Liverpoolu, Roy McFarland karierę piłkarską rozpoczął w 1966 roku w Tranmere Rovers, skąd rok później z inicjatywy Briana Clougha i Petera Taylora przeszedł do Derby County, w którym spędził ponad 14 lat. Podczas pobytu w tym klubie dwukrotnie został mistrzem Anglii (1971, 1972).
W 1981 roku przeszedł do Bradford City, jednak rok później wrócił do Derby County, gdzie w 1983 roku zakończył karierę.
Dnia 1 maja 2006 roku podczas meczu towarzyskiego Derby County - Rangers (3:3) na Pride Park wszedł na boisko zmieniając Teda McMinna.

### Kariera reprezentacyjna
Roy McFarland w reprezentacji Anglii w latach 1971-1977 rozegrał 28 meczów. Dnia 6 czerwca 1973 roku podczas przegranego 0:2 meczu eliminacyjnego do Mistrzostw Świata 1974 z reprezentacją Polski na Stadionie Śląskim w Chorzowie sfaulował Włodzimierza Lubańskiego, co spowodowało u Lubańskiego kontuzję więzadła krzyżowego wykluczającą go z gry na dwa lata (w tym z Mistrzostw Świata 1974 na którym reprezentacja Polski zajęła trzecie miejsce), jednak po wielu latach sam Włodzimierz Lubański w swoich wspomnieniach przyznał, że kontuzja nie była wynikiem faulu McFarlanda, lecz wcześniejszego urazu powstałego z powodu nieodpowiedniego przygotowania do meczu.

## Kariera trenerska
Roy McFarland jeszcze w czasie kariery piłkarskiej zaangażował się w pracę trenerską, gdyż w latach 1981-1982 podczas pobytu w Bradford City był również grającym trenerem zespołu.
W 1984 roku został tymczasowym trenerem Derby County, gdzie później został zastąpiony przez Arthura Coxa, którego przez dziewięć lat był asystentem i zastąpił go na stanowisku 2 października 1993 roku. Podczas pierwszego sezonu w tym klubie dotarł do play-offów Division One, jednak jego zespół przegrał w nich 1:2 z Leicesterem City. W klubie pracował do 29 kwietnia 1995 roku.
Następnie w latach 1995-1996 był trenerem Boltonu Wanderers, skąd przeniósł się do Cambridge United, gdzie 27 lutego 2001 roku został zastąpiony przez Johna Becka.
Następnie dnia 20 lipca 2001 roku został trenerem Torquay United, jednak odszedł z klubu 23 kwietnia 2002 roku po tym, jak prezes klubu Mike Bateson uznał, że skoro grający asystent McFarlanda - David Preece, niedługo kończy karierę, to on powinien być trenerem pierwszego zespołu.
12 maja 2003 roku McFarland został trenerem Chesterfield, jednak z powodu braku środków finansowych klubu odszedł z niego 12 marca 2007 roku.
Roy McFarland w okresie 6 stycznia-18 maja 2009 roku był trenerem Burton Albion, gdzie został zastąpiony przez Paula Peschisolido.

### Statystyki
Aktualne na dzień 13 kwietnia 2014 roku.
| Klub             | Od                  | Do                | M   | Z   | R   | P   | %Z    |
| ---------------- | ------------------- | ----------------- | --- | --- | --- | --- | ----- |
| Bradford City    | 1 maja 1981         | 22 listopada 1982 | 64  | 35  | 13  | 16  | 54.68 |
| Derby County     | 4 kwietnia 1984     | 28 maja 1984      | 9   | 4   | 4   | 1   | 44.44 |
| Derby County     | 2 października 1993 | 29 kwietnia 1995  | 93  | 40  | 32  | 21  | 43.01 |
| Bolton Wanderers | 20 czerwca 1995     | 2 stycznia 1996   | 28  | 5   | 16  | 7   | 17.85 |
| Cambridge United | 13 listopada 1996   | 27 lutego 2001    | 232 | 77  | 87  | 68  | 33.18 |
| Torquay United   | 20 lipca 2001       | 23 kwietnia 2002  | 50  | 13  | 22  | 15  | 26.00 |
| Chesterfield     | 12 maja 2003        | 12 marca 2007     | 194 | 54  | 82  | 58  | 27.83 |
| Burton Albion    | 6 stycznia 2009     | 18 maja 2009      | 22  | 9   | 10  | 3   | 40.90 |
| Ogólnie          | Ogólnie             | Ogólnie           | 692 | 237 | 266 | 189 | 34.25 |

## Sukcesy

### Derby County
- Mistrz Anglii: 1971, 1972